# José Otoniel Salinas
José Otoniel Salinas  (sinh ngày 12 tháng 7 năm 1985) là một cầu thủ bóng đá người El Salvador.
Hiện tại anh thi đấu cho Pasaquina ở Salvadoran Primera División.